# Linnea Quigley
Linnea Quigley (* 27. Mai 1958 in Davenport, Iowa) ist eine US-amerikanische Schauspielerin.

## Leben
Quigley ist seit Mitte der 1970er Jahre als Schauspielerin aktiv und spielt vor allem in Low-Budget-Horror- und Actionfilmen mit, was ihr den Ruf einer Scream-Queen einbrachte. Ihr Schaffen umfasst mehr als 120 Produktionen.

## Filmografie (Auswahl)
- 1978: Giganten mit stählernen Fäusten (Deathsport)
- 1981: Der Fluch des ewigen Lebens (Don't Go Near the Park)
- 1984: Savage Streets – Die Strasse der Gewalt (Savage Streets)
- 1984: Stille Nacht – Horror Nacht (Silent Night, Deadly Night)
- 1985: Verdammt, die Zombies kommen (The Return of the Living Dead)
- 1987: Creepzone (Creepozoids)
- 1987: Mit Motorsägen spaßt man nicht (Hollywood Chainsaw Hookers)
- 1987: Nightmare Sisters
- 1987: Der Schatz der Mondgöttin (Treasure of the Moon Goddess)
- 1988: Beast You! (Sorority Babes in the Slimeball Bowl-O-Rama)
- 1988: Nightmare on Elm Street 4 (A Nightmare On Elm Street 4: The Dream Master)
- 1988: Night of the Demons
- 1988: American Rampage
- 1988: Explosion der Leidenschaften (Deadly Embrace)
- 1989: Blood Nasty
- 1989: Dir Rückkehr der Party-Killer (Assault of the Party Nerds)
- 1989: Vice Academy
- 1990: Hot Cops (Vice Academy Part 2)
- 1990: Robot Ninja
- 1990: Virgin High
- 1991: Mutronics – Invasion der Supermutanten (The Guyver)
- 1997: Fatal Frames (Fotogrammi mortali)
- 1999: Kolobos
- 2004: Frost
- 2004: The Rockville Slayer
- 2006: Spring Break Massacre
- 2010: Collapse of the Living Dead (Collapse)
- 2021: Triassic Hunt